# Bathyporeia nana
Bathyporeia nana is een vlokreeftensoort uit de familie van de Bathyporeiidae. De wetenschappelijke naam van de soort is voor het eerst geldig gepubliceerd in 1966 door Toulmond.